# Ковакса (село)
Кова́кса — село в городском округе «город Арзамас», Нижегородской области.

## История

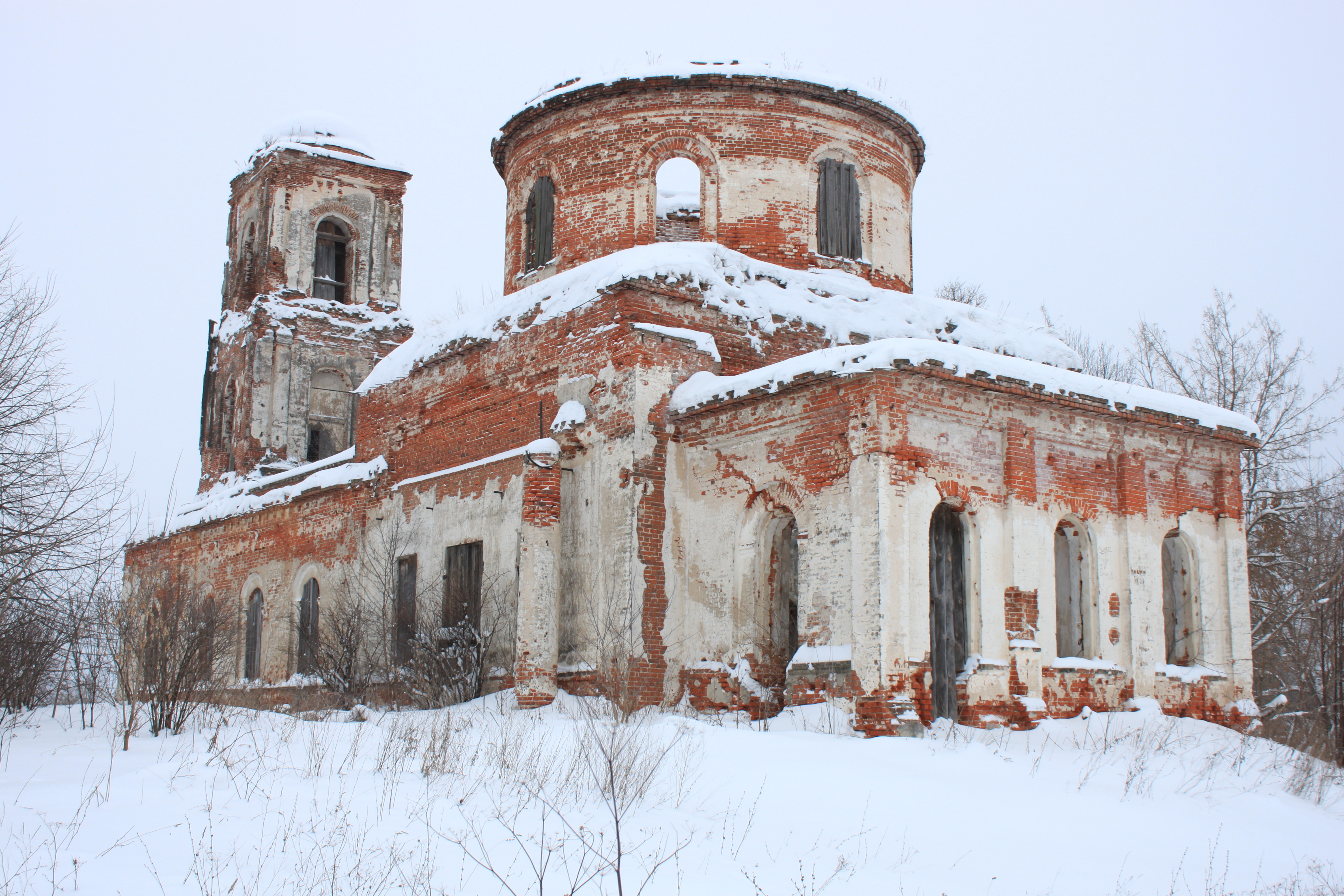
Церковь Николая Чудотворца

Починок Ковакса возник как выселки из села Туманово в период между переписями 1621-23 и 1677 годов. Прошло не меньше 100 лет, прежде чем в 1775-76 годах было составлено прошение жителей Коваксы и Котихи о построении деревянной церкви. С тех пор Ковакса является селом. В XVIII—XIX веках село имело второе название — Пеньки.

## Население
| 1999 | 2002 | 2010 |
| ---- | ---- | ---- |
| 818  | ↘658 | ↘493 |

## Церковь
В селе находится церковь Николая Чудотворца 1836 года постройки с престолами Николая Чудотворца и Казанской иконы Божией Матери.